# إسحاق تشيبانغو
إسحاق تشيبانغو (بالفرنسية: Isaac Tshibangu)‏ (مواليد 17 مايو 2003) هو لاعب كرة قدم كنغولي يلعب في مركز الجناح في نادي بني ياس الإماراتي.

## روابط خارجية
- إسحاق تشيبانغو على موقع اتحاد تركيا (لاعب) (الإنجليزية)
- إسحاق تشيبانغو على موقع قاعدة بيانات كرة القدم.إي يو (الإنجليزية)
- إسحاق تشيبانغو على موقع ناشيونال فوتبول تيمز (الإنجليزية)
- إسحاق تشيبانغو على موقع Soccerway.com (الإنجليزية)